# حجوجم رمادي
حجوجم رمادي (الاسم العلمي: Dichrostachys cinerea)، شجرة مُزهرة من جنس الحجوجم وفصيلة البقولية.
موطنها الأصلي هو إفريقيا وشبه الجزيرة العربية وشبه القارة الهندية وشمال أستراليا وأُدخلت إلى منطقة البحر الكاريبي وأجزاء من جنوب شرق آسيا. في إثيوبيا ، هذا النوع منتشر في منتزه نيشيسار الوطني.